# Jarosław Kopaczewski
Jarosław Kopaczewski (ur. 12 lutego 1956 w Warszawie) – polski aktor filmowy i teatralny oraz kompozytor.

## Życiorys
W 1978 ukończył studia na wydziale aktorskim PWSFTviT w Łodzi. W latach 1978–1980 był aktorem Teatru im. Wojciecha Bogusławskiego w Kaliszu, w latach 1980–1981 Teatru Śląskiego im. Stanisława Wyspiańskiego w Katowicach, a w latach 1981–1997 występował w Teatrze Ateneum w Warszawie. Pierwszą ważną kreację stworzył w 1979, grając główną rolę w serialu telewizyjnym Sylwestra Szyszki W słońcu i w deszczu. Ma na swoim koncie kilkadziesiąt ról w filmach i serialach.

## Filmografia
Filmy:
- Człowiek z marmuru (1976) jako robotnik
- Prawo Archimedesa (1977)
- Rekord świata (1977) jako działacz sportowy
- Umarli rzucają cień (1978) jako „Bolek”
- Pejzaż horyzontalny (1978) jako Tytus Juzek
- Mężczyzna niepotrzebny! (1981) jako Mirek
- „Anna” i wampir (1981) jako porucznik Kosterski
- Wielki bieg (1981) jako Radek Stolar
- Przesłuchanie (1982) jako ubek aresztujący Antoninę
- Planeta krawiec (1983) jako Styga
- Kobieta z prowincji (1984) jako Darek, zięć Andzi
- Cień już niedaleko (1984) jako Henryk Wenda, syn Józefa
- C.K. Dezerterzy (1985) jako plutonowy z pociągu
- Sezon na bażanty (1985) jako Krzysztof, partner Anny
- Bohater roku (1986) jako awanturnik przed hotelem
- Weryfikacja (1986) jako towarzysz, członek komisji weryfikacyjnej
- Skrzypce Rotszylda (1988)
- Biesy (1988) jako robotnik
- Po własnym pogrzebie (1989) jako fotograf Zbyszek, współpracownik Wróbla
- Urodzony po raz trzeci (1989) jako fotograf Zbyszek, współpracownik Wróbla
- Kuchnia polska (1991) jako Lipiński, podwładny Bolka
- Przeklęta Ameryka (1991) jako Jacek
- Koniec gry (1991) jako działacz Polskiej Partii Postępu
- Układ zamknięty (2013) jako Grzegorz Rybarczyk

Seriale telewizyjne:
- Polskie drogi (1976) jako Ludek, uczeń profesora Jedlińskiego (w odc. 5.) oraz niemiecki oficer, narzeczony Heymannówny (w odc. 9.)
- W słońcu i w deszczu (1979) jako Bolek Małolepszy
- Popielec (1982) jako Kuwak (w odc. 5., 6. i 8.)
- Pan na Żuławach (1984) jako Jan Bator, mąż Teresy (w odc. 9. i 11.)
- Trzy młyny (1984) jako Zygmunt, mąż Stefy (w odc. 3.)
- Pogranicze w ogniu (1988–1991) jako porucznik Peltz, współpracownik Abwehry (w odc. 11.)
- Jan Kiliński (1990)
- Kuchnia polska (1991) jako Lipiński, podwładny Bolka (w odc. 1. i 2.)
- Trzy szalone zera (1999) jako prowadzący wyścig
- Klan (od 1997) jako Jan Marecki (gościnnie)
- Na dobre i na złe (od 1999) jako dr Tomasz Krzyżański, przyjaciel Majsterka (w odc. 404.)
- M jak miłość (od 2000) jako adwokat Jaroszego (gościnnie)
- Lokatorzy (1999–2005) jako policjant (w odc. 159.)
- Samo życie (2002–2010) jako lekarz psychiatra (gościnnie)
- Na Wspólnej (od 2003) jako Ryszard Krajewski (gościnnie)
- Psie serce (2002–2003) jako Krzysztof Rudnicki (w odc. pt. Fidel)
- Pensjonat pod Różą (2004–2006) jako Leszek, ojciec Moniki (w odc. 80. i 81.)
- Pierwsza miłość (od 2004) jako Feliks, prawnik, wspólnik mecenas Beaty Uniłowicz (gościnnie)
- Ekipa (2007) jako minister obrony narodowej (w odc. 9., 14.)
- Barwy szczęścia (od 2007) jako Sebastian Banach, producent filmu Pawła i Norberta (gościnnie)
- Ojciec Mateusz (od 2008) jako mecenas Łuczak (w odc. 47.)
- Czas honoru (2010)
- Prawo Agaty (2012) jako prokurator (odc. 13)
- Lekarze (2014) jako Tulina, ojciec Jędrzeja (odc. 48)